# Quercus laurina
Quercus laurina là một loài thực vật có hoa trong họ Cử. Loài này được Bonpl miêu tả khoa học đầu tiên vào năm 1809.

## Hình ảnh